# Kaoh Chek
Kaoh Chek es una comuna (khum) del distrito de Peam Chor, en la provincia de Prey Veng, Camboya. En marzo de 2008 tenía una población estimada de 6490 habitantes.
Se encuentra ubicada al sur del país, a escasa distancia de los ríos Mekong y Bassac, y de la frontera con Vietnam.